# 密花素馨
密花素馨（学名：Jasminum coarctatum）是木犀科素馨属的植物。分布在印度、缅甸、越南、孟加拉国以及中国大陆的广西、贵州、云南等地，生长于海拔600米至2,000米的地区，见于灌丛、林中或峡谷中，目前尚未由人工引种栽培。

## 别名
清明花、断肠草（云南）

## 异名
- Jasminum coarctatum Roxb. var. caudatifolium (Chia) P. Y. Bai
- Jasminum coarctatum auct. non Roxb.